# André-Claude Chevillon
André-Claude Chevillon, francoski general, * 1895, † 1953.